# William Balfour Baikie

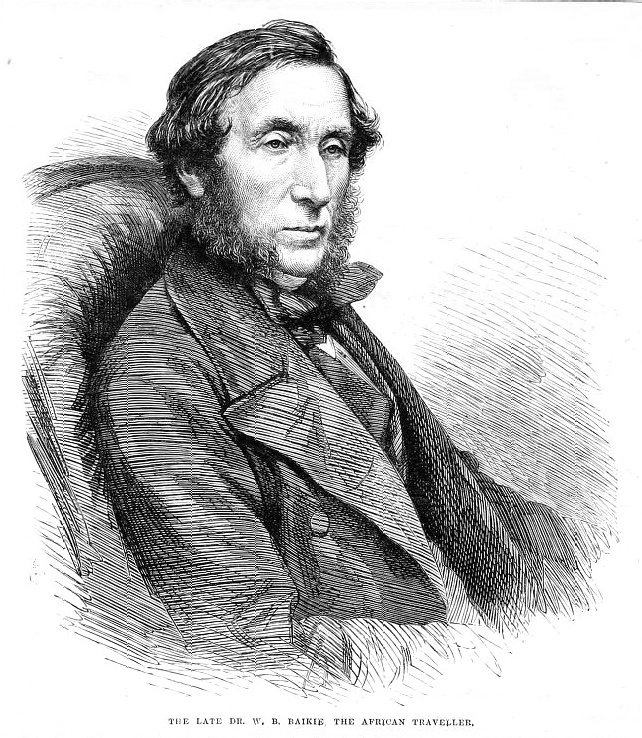
Porträtt av William Balfour Baikie.

William Balfour Baikie, född 27 augusti 1825 i Kirkwall på Orkneyöarna, död 12 december 1864 i Sierra Leone, var en skotsk upptäcktsresande och filolog. Hans resor i Nigeria bidrog till att öppna upp landet för handel med Storbritannien.
Efter att ha studerat medicin vid Edinburghs universitet, anslöt Baikie till Royal Navy 1848 som assisterande kirurg. Han tjänstgjorde på flera skepp såväl som på land (1851–1854). 1854 var han med vid en upptäcktsfärd på floden Niger, där han fick ta över expeditionens kommando efter att kaptenen hastigt avlidit. Med en huvudsakligen afrikansk besättning, seglade han upp för Benuefloden, floden Nigers största biflöde. Han nådde 400 kilometer längre uppströms än någon annan europé hade nått före honom.
1857, som brittisk konsul, påbörjade Baikie ytterligare en expedition längs Nigerfloden. Efter två år havererade ångaren efter att ha påträffat kraftiga forsar. Baikie grundade sedermera en handelsstation, Lokoja, där Benue möter Nigerfloden. Han fungerade som stationens läkare och intresserade sig även för afrikanska språk. Bland annat översatte han delar av Bibeln till hausa.